# Club Deportivo Municipal Cañar
Club Deportivo Municipal Cañar es un equipo de fútbol profesional de Cañar, provincia del mismo nombre, Ecuador. Fue fundado el 11 de marzo de 1987. Actualmente juega en la Segunda Categoría de Ecuador, aunque en la actualidad debido a problemas institucionales no ha participado desde el año 2025 en este campeonato. Jugó en la Serie B desde 2007 hasta 2010 y entre 2013 y 2014, cuando llegó luego de superar la etapa de ascenso de la Segunda Categoría por dos veces no consecutivas.
Está afiliado a la Asociación de Fútbol Profesional del Cañar.
Municipal Cañar y Deportivo Azogues, son los únicos equipos de su provincia que han logrado el ascenso de la Segunda Categoría del fútbol ecuatoriano, alcanzando la Serie B y Serie A, respectivamente.
Su clásico rival era el Deportivo Azogues con quien disputaba el Clásico Cañari solo en el Campeonato Provincial de Segunda Categoría del Cañar.

## Palmarés

### Torneos nacionales
| Competición                        | Títulos | Subcampeonatos |
| ---------------------------------- | ------- | -------------- |
| Segunda Categoría de Ecuador (0/2) |         | 2006, 2012.    |

### Torneos provinciales
| Competición                       | Títulos                 | Subcampeonatos                      |
| --------------------------------- | ----------------------- | ----------------------------------- |
| Segunda Categoría del Cañar (4/6) | 2004, 2006, 2011, 2012. | 1989, 1998, 2002, 2005, 2015, 2017. |

- Datos: Q5136211